# Władimir Toporkow
Władimir Fiodorowicz Toporkow (ros. Влади́мир Фёдорович Топорко́в, ur. 4 grudnia 1940, zm. 18 czerwca 2003) – radziecki i rosyjski polityk i dziennikarz.

## Życiorys
Od 1961 należał do KPZR, ukończył Miczuryński Państwowy Instytut Pedagogiczny i Akademię Nauk Społecznych przy KC. Był pracownikiem literackim, kierownikiem działu gospodarki rolnej rejonowej gazety "Krasnoje Znamia", sekretarzem odpowiedzialnym gazety "Leniniec" rejonu oktiabrskiego obwodu lipieckiego, I sekretarzem rejonowego komitetu Komsomołu, organizatorem terytorialnego produkcyjnego zarządu kołchozowo-sowchozoego, zastępcą redaktora naczelnego gazety "Donskaja Prawda" i redaktorem gazety "Zwiezda". W latach 1972–1982 był sekretarzem i II sekretarzem rejonowego komitetu KPZR oraz przewodniczącym rejonowego komitetu wykonawczego, a od 1982 I sekretarzem rejonowego komitetu KPZR, 1986 wstąpił do Związku Pisarzy ZSRR. Od września 1989 do sierpnia 1991 był przewodniczącym Komitetu Wykonawczego Lipieckiej Rady Obwodowej, od 14 do 23 sierpnia 1991 I sekretarzem Komitetu Obwodowego KPZR w Lipiecku, a jednocześnie 1990-1993 deputowanym ludowym Federacji Rosyjskiej. Był korespondentem "Sowieckiej Rosji" w obwodzie lipieckim, został deputowanym Dumy Państwowej II kadencji, w której był przewodniczącym Podkomitetu ds. Związków Twórczych i do Obrony Zawodowych Praw Pracowników Środków Masowego Przekazu Komitetu ds. Polityki Informacyjnej i Łączności. Był I sekretarzem Lipieckiego Komitetu Obwodowego KPFR i członkiem KC KPFR. Napisał 13 książek, został laureatem obwodowej nagrody literackiej im. Bunina. Był także akademikiem Akademii Rosyjskiego Piśmiennictwa. Został odznaczony Orderem Czerwonego Sztandaru Pracy i trzema medalami.